# 在スリランカ日本国大使館
在スリランカ日本国大使館（シンハラ語: ශ්‍රී ලංකාවේ ජපාන තානාපති කාර්යාලය、英語: Embassy of Japan in Sri Lanka）は、スリランカの旧首都にして最大都市コロンボにある日本の大使館。在コロンボ日本国大使館（シンハラ語: කොළඹ ජපාන තානාපති කාර්යාලය、英語: Embassy of Japan in Colombo）とも。

## 沿革
- 1948年2月4日、イギリス領セイロンが独立する[1]
- 1952年4月12日、来たる日本国の独立に先駆けて「在外公館の名称及び位置を定める法律」が制定され、当時の首都コロンボに在セイロン日本国公使館を設置することが定められる[2]
- 1952年4月28日、サンフランシスコ平和条約の発効により日本国が独立、セイロンも同条約締結国のうちの一国[3]
- 1955年7月1日、コロンボの公使館が在セイロン日本国大使館に昇格する[4]
- 1972年5月23日、セイロンが国名をスリランカに改称する[5]
- 1973年6月11日、国名改称に伴い、コロンボの大使館が在スリランカ日本国大使館（在スリ・ランカ日本国大使館[6]）に改称される[7]
- 1985年2月11日、スリランカの首都がコロンボからスリジャヤワルダナプラコッテに移転したが[8]、日本国大使館は引き続き旧首都のコロンボに留まっている[9]

## 所在地
No.20, Srimath R.G. Senanayake Mawatha, Colombo 7